# Manor Racing
La Manor Racing è stata una scuderia britannica che ha corso nel campionato mondiale di Formula 1. Per ragioni di sponsorizzazione è stata ribattezzata prima Virgin Racing (nel 2010), poi Marussia Virgin Racing (nel 2011), Marussia F1 Team (dal 2012 al 2014) e, infine, nel 2015 compete col nome ufficiale di Manor Marussia F1 Team, dopo il fallimento della Marussia Motors. La scuderia ha avuto sede nuovamente, dal settembre 2015, a Banbury, nell'Oxfordshire. Dal 2016 ha assunto la denominazione di Manor Racing.
Ha ottenuto solo due arrivi nei punti, col nono posto di Jules Bianchi, nel Gran Premio di Monaco 2014 e il decimo posto di Pascal Wehrlein, nel Gran Premio d'Austria 2016. Il 27 gennaio 2017 la scuderia dichiara la cessazione dell'attività.

## Storia

### Virgin
Il 22 maggio 2009 la FIA aprì le procedure di iscrizione al campionato 2010 con l'intento di portare il numero di scuderie da 10 a 13. Il 12 giugno dello stesso anno la FIA annunciò ufficialmente i team che avrebbero preso parte al campionato di Formula 1 nell'anno 2010 e vennero inoltre accettate le iscrizioni di tre nuovi team: Campos Grand Prix, Manor Grand Prix e Team US F1.
La scuderia ebbe così origine dalla collaborazione tra la Manor Motorsport di John Booth, squadra attiva nel campionato F3 Euro Series, e la Wirth Research di Nick Wirth, già proprietario del team Simtek e progettista della Benetton a fine anni novanta. Inizialmente denominata Manor Grand Prix, prima dell'inizio del 2010, la squadra cambiò nome in Virgin Racing, a seguito dell'accordo con l'omonimo gruppo di Richard Branson, che divenne azionista di maggioranza, acquistandone l'80% delle azioni.
All'inizio Alex Tai assunse il ruolo di team principal, mentre Graeme Lowdon ne divenne direttore di corsa; John Booth fu il direttore sportivo, con Nick Wirth delegato alla direzione tecnica. Poco dopo l'accordo con la Virgin Tai abbandonò la sua posizione, che venne presa da Booth, mentre Lowdon divenne il dirigente operativo.
La sede della scuderia venne fissata a Dinnington, ove aveva sede anche la Manor Motorsport, mentre la vettura venne costruita presso la sede della Wirth Research, a Bicester. Successivamente era stato annunciato il trasferimento, a partire dal luglio 2010, in una nuova sede a Banbury.
La scuderia aveva anche annunciato la nascita di un progetto per l'addestramento di giovani piloti, da utilizzare nel neonato campionato GP3 Series, da far approdare poi alla Formula 1.

#### Stagione 2010

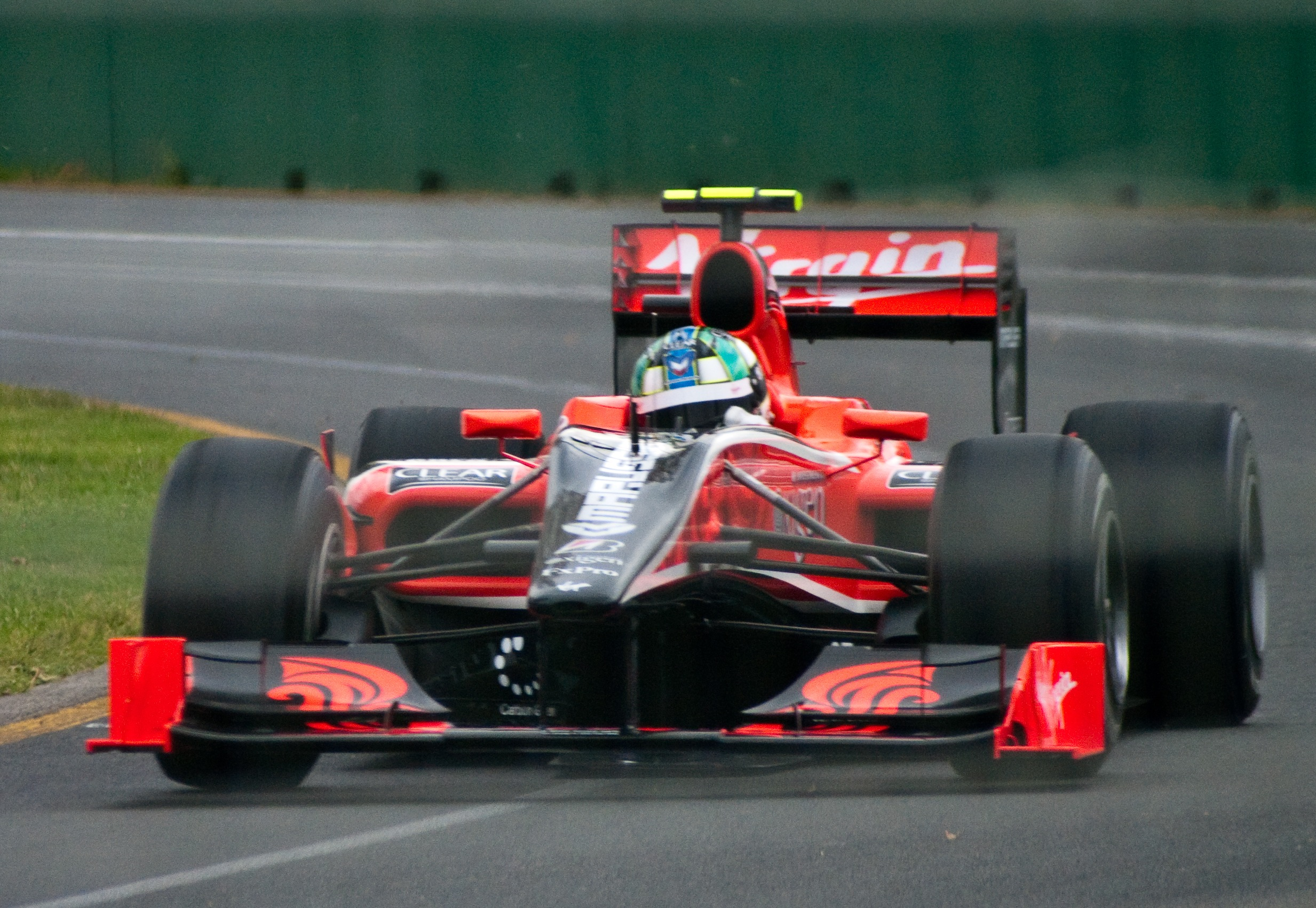
Lucas Di Grassi impegnato nel Gran Premio d'Australia 2010.

La monoposto presentata dalla scuderia per il campionato 2010, la VR-01, fu la prima vettura di Formula 1 interamente disegnata usando la fluidodinamica computazionale (CFD), ovvero senza il supporto di una galleria del vento. La VR-01, pronta per novembre, fece il suo esordio in pista il 4 febbraio 2010, dopo la presentazione avvenuta il giorno precedente; la vettura era spinta da un motore Cosworth.
Il 17 novembre 2009 era stato intanto comunicato ufficialmente l'ingaggio del tedesco Timo Glock, già pilota della Toyota e campione della GP2 2007. Il secondo pilota, l'esordiente brasiliano Lucas Di Grassi, fu annunciato ufficialmente il 15 dicembre 2009, alla presentazione ufficiale della squadra; nella stessa occasione Álvaro Parente e Luiz Razia furono nominati piloti di riserva. Successivamente Parente, non potendo garantire la copertura finanziaria prevista, perse questa qualifica, sostituito dallo spagnolo Andy Soucek.
I test invernali furono molto difficili a causa di persistenti problemi di affidabilità, che interessavano in particolar modo l'impianto idraulico; come gli altri team esordienti nel 2010, la vettura accusò dei pesanti distacchi dal resto del gruppo. La scuderia riuscì a portare un proprio pilota fino alla bandiera a scacchi solo nel terzo appuntamento della stagione, in Malesia, dove Di Grassi giunse quattordicesimo; in questo Gran Premio ottenne anche la miglior prestazione in prova, col sedicesimo tempo di Glock, che passò alla Q2 sfruttando le condizioni meteorologiche.
In occasione del Gran Premio d'Australia la squadra annunciò di dover modificare la propria vettura, in quanto il serbatoio del carburante non conteneva sufficiente benzina per permettere alla vettura di completare la distanza di gara al massimo delle proprie prestazioni; grazie a una deroga del regolamento, la scuderia presentò in Spagna una versione modificata della monoposto per risolvere il problema. Una volta risolti gli iniziali problemi di affidabilità, la Virgin contese alla Lotus il ruolo di migliore dei nuovi team, risultando diverse volte più competitiva della vettura malese in qualifica, soprattutto con Glock.
Tuttavia la squadra chiuse il campionato costruttori in dodicesima e ultima posizione, avendo ottenuto piazzamenti peggiori delle rivali Lotus e HRT. Negli ultimi Gran Premi della stagione il pilota belga Jérôme d'Ambrosio svolse la funzione di pilota di riserva, sostituendo Di Grassi nella prima sessione di prove del venerdì.

#### Stagione 2011

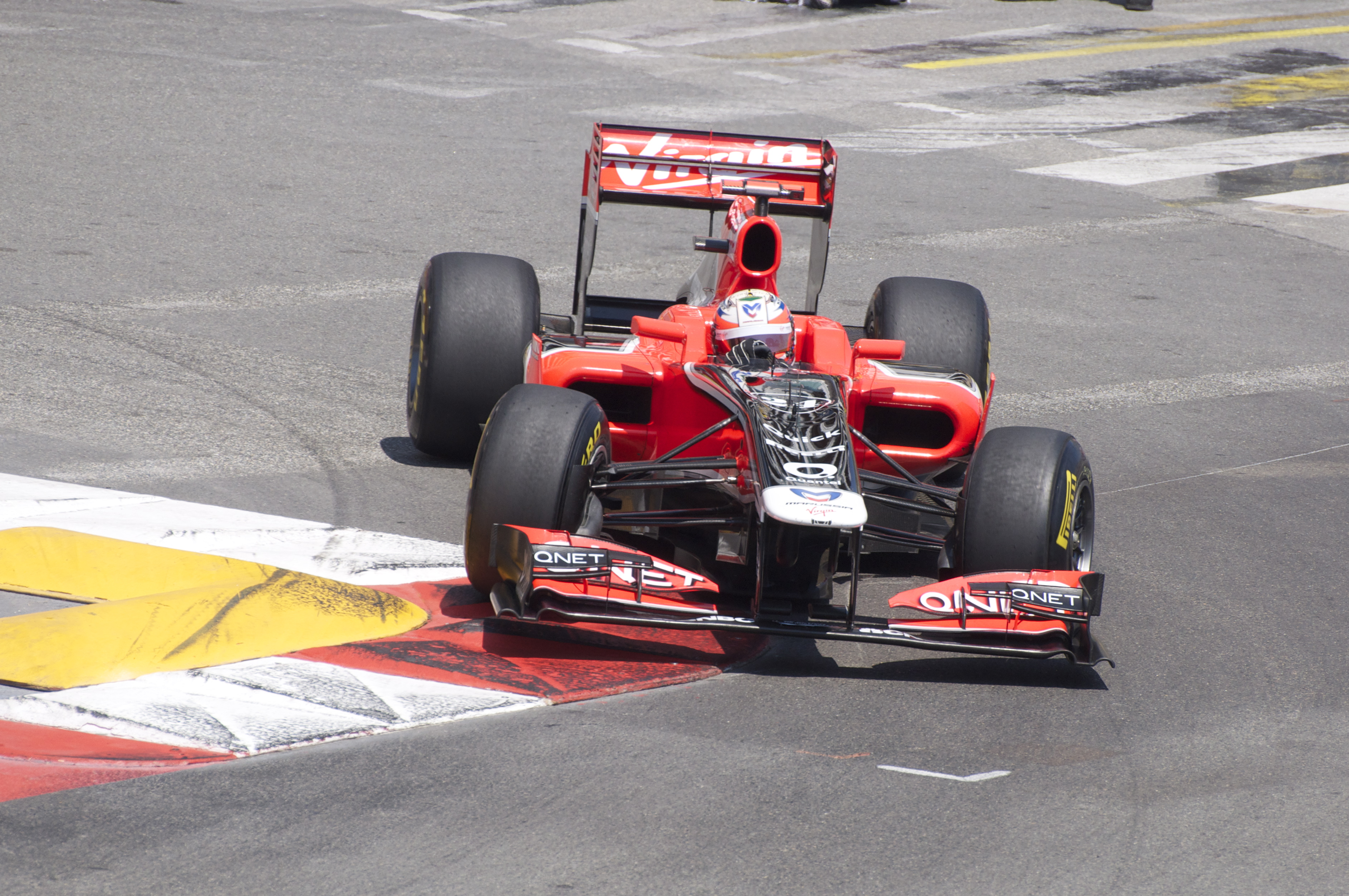
Jérôme d'Ambrosio al Gran Premio di Monaco 2011.

Nella stagione 2011 la scuderia corse con la nuova vettura, la MVR-02, affidata ai piloti Timo Glock e Jérôme d'Ambrosio, quest'ultimo in sostituzione di Lucas Di Grassi. Il motore fu ancora fornito dalla Cosworth, la monoposto e fu presentata a Londra il 7 febbraio. La vettura affrontò per la prima volta la galleria del vento, al fine di migliorarne le prestazioni.
La stagione fu altrettanto deludente, con la Virgin che chiuse nuovamente al dodicesimo, e ultimo, posto della graduatoria iridata. Il miglior risultato fu il quattordicesimo posto conquistato da d'Ambrosio nel Gran Premio d'Australia, prima prova della stagione, ribadito poi in Canada. Da quel Gran Premio il canadese Robert Wickens fu pilota di riserva, sostituendo così Sakon Yamamoto, che aveva svolto tale funzione per i primi appuntamenti stagionali.

### Marussia
Dopo l'entrata nel capitale azionario della casa automobilistica russa Marussia Motors alla fine del 2010, nel 2011 la scuderia corse con licenza russa (la seconda scuderia di quella Nazione, dopo la Midland), e mutò il nome in Marussia Virgin Racing. La casa costruttrice russa collaborava già dall'anno precedente con la scuderia britannica, tanto che si ventilò l'ipotesi che i motori Cosworth potessero essere ridenominati Marussia. Il team annunciò anche che la propria struttura per l'utilizzo dei sistemi di fluidodinamica computazionale (CFD) sarebbe diventata la terza al mondo per dimensione.
La scuderia mantenne la sede a Dinnington mentre la Wirth Research continuò a operare nella sede di Bicester. Per cercare di migliorare sensibilmente le attuali difficoltà venne ingaggiato come consulente Pat Symonds che portò la monoposto in galleria del vento, cosa mai avvenuta fino a quel momento, tanto da presentare nel Gran Premio di Turchia le prime importanti novità aerodinamiche. Poche settimane dopo terminò la collaborazione con Nick Wirth.
Nel fine settimana del Gran Premio di Gran Bretagna 2011 venne annunciata la firma di un patto di partenariato tecnologico tra la scuderia e la McLaren. Il team avrebbe avuto accesso al banco prova della McLaren, al simulatore e alla sua galleria del vento; i tecnici della McLaren sarebbero stati inseriti nella struttura tecnica della Virgin.
Un anno più tardi, con l'acquisto della maggioranza delle azioni da parte della casa russa la scuderia perse il doppio nome e divenne solo Marussia F1 Team, con il cambio di denominazione che venne autorizzato dalla F1 Commission nel novembre 2011.

#### Stagione 2012

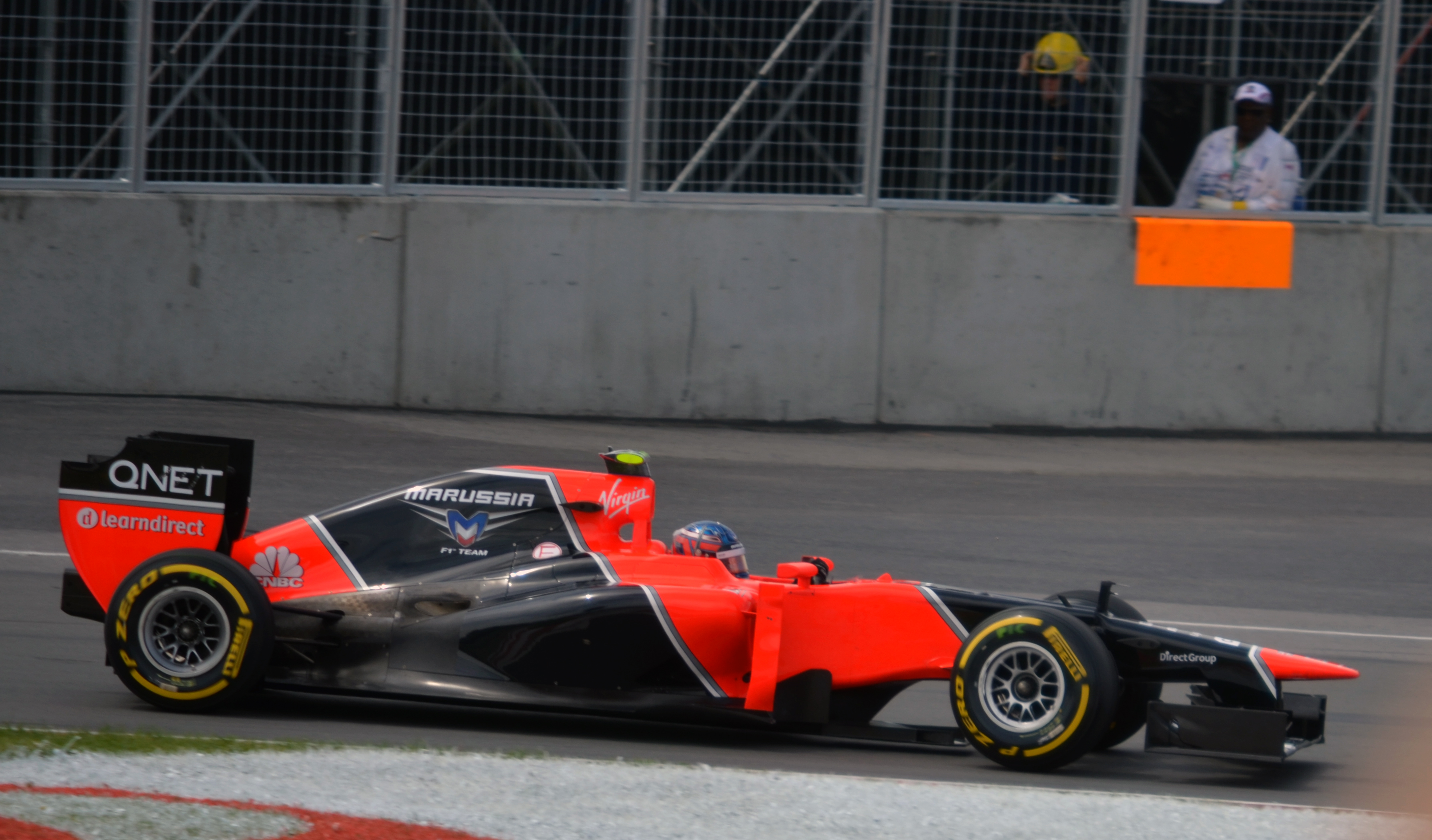
Il francese Charles Pic al Gran Premio del Canada 2012

Per la prima stagione ufficiale come Marussia i piloti ingaggiati furono il tedesco Timo Glock (già alla Virgin nei due anni precedenti) e l'esordiente francese Charles Pic, pilota francese impegnato nel 2011 nella GP2 Series 2011. Nel team venne indicata come test driver la spagnola María de Villota. Figlia d'arte, suo padre Emilio de Villota ebbe qualche presenza in Formula 1 tra il 1976 e il 1983, fu la prima donna pilota in Formula 1 dai tempi di Giovanna Amati, che tentò di qualificarsi in tre Gran Premi con la Brabham-Judd nel 1992. La vettura era equipaggiata ancora con il motore Cosworth.
La squadra arrivò al campionato in forte ritardo di preparazione e non riuscì a partecipare a nessuno dei test invernali a causa della bocciatura del crash test obbligatorio della FIA, così la vettura debuttò direttamente in Australia, pur essendo stata presentata il 5 marzo presso il Circuito di Silverstone.
Nonostante le difficoltà, la vettura si dimostrò un passo avanti rispetto alla precedente, tanto che, approfittando anche dello sviluppo rocambolesco della gara, Timo Glock riuscì a chiudere al 12º posto il Gran Premio di Singapore, un piazzamento che consentì alla Marussia di issarsi momentaneamente al 10º posto del campionato costruttori. Tuttavia, all'ultima gara in Brasile, Vitalij Petrov portò la sua Caterham all'11º posto sul traguardo, determinando il sorpasso della casa malese ai danni della Marussia, che comunque chiuse per la prima volta il campionato davanti alla HRT.
Il 3 luglio 2012, nel corso di un test aerodinamico all'aeroporto di Duxford, nei pressi di Cambridge, la pilota María de Villota venne coinvolta in un grave incidente. La sua vettura sbatté contro un camion del team posto nelle vicinanze della pista. La spagnola fu portata in gravi condizioni all'ospedale di Addenbrooke con ferite al capo. Venne poi annunciata la perdita dell'uso dell'occhio destro. Molti piloti posero sul proprio casco una stella arancione, simbolo presente sul casco della de Villota, come omaggio alla pilota spagnola, in occasione del Gran Premio di Gran Bretagna 2012.

#### Stagione 2013

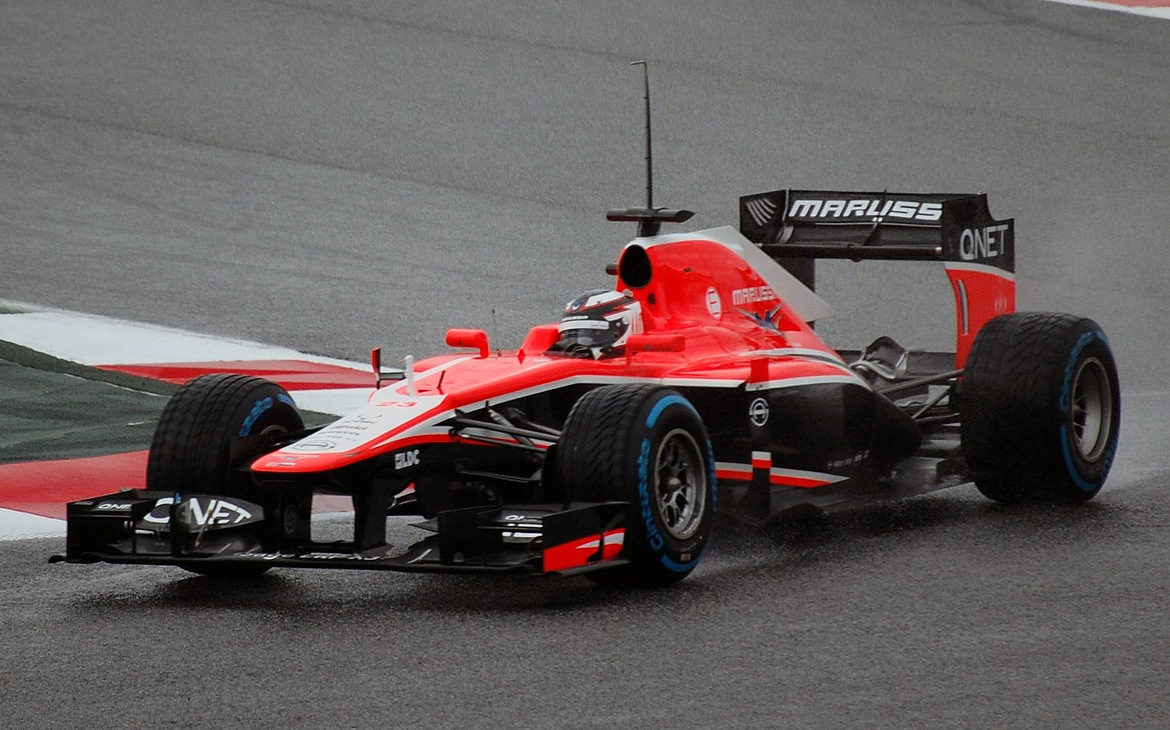
Max Chilton testa la vettura 2013 sul Circuito di Barcellona.

Nella stagione il team sostituì la coppia di piloti. Al posto di Charles Pic, passato alla Caterham, il team anglorusso promosse il britannico Max Chilton, quarto nella GP2 Series 2012 con il team satellite Carlin Motorsport. Inizialmente Chilton avrebbe dovuto fare coppia con Timo Glock, ma il pilota tedesco, successivamente, firmò con la BMW per competere nel DTM. Secondo il team principal John Booth sarebbero state le pesanti condizioni economiche a forzare l'addio a Glock e lo stesso pilota riferì che la perdita della decima posizione nella classifica dei costruttori nel 2012 a favore della Caterham era stato il primo segnale che aveva messo in dubbio la sua permanenza nel team. L'altro pilota avrebbe dovuto essere il brasiliano Luiz Razia, vicecampione della GP2, che fu collaudatore per il team nel 2010 e poi al Team Lotus nel 2011. A causa di alcuni problemi col budget la scuderia decise di sostituirlo, prima dell'inizio della stagione, col francese Jules Bianchi, ex collaudatore della Force India. La scuderia indicò poi il venezuelano Rodolfo González quale terzo pilota.
Le vetture della scuderia, equipaggiate ancora con il motore Cosworth, furono dotate per la prima volta del KERS. Anche grazie a questo accorgimento nelle prime gare la nuova MR02 risultò nettamente più competitiva delle rivali Caterham e Jules Bianchi riuscì persino a ridurre a pochi decimi il distacco dalle scuderie di centro gruppo in qualifica. Nel prosieguo della stagione la scuderia non fu in grado di tenere il passo con le altre, così già dal Gran Premio del Bahrein, il quarto del calendario, la rivale Caterham riuscì a colmare il gap e a portarsi successivamente in vantaggio prestazionale. Tuttavia il 13º posto conquistato da Bianchi in Malesia a inizio stagione, che non fu più battuto né eguagliato dai rivali della Caterham, risultò decisivo per assegnare il decimo posto nella classifica costruttori alla Marussia.

#### Stagione 2014

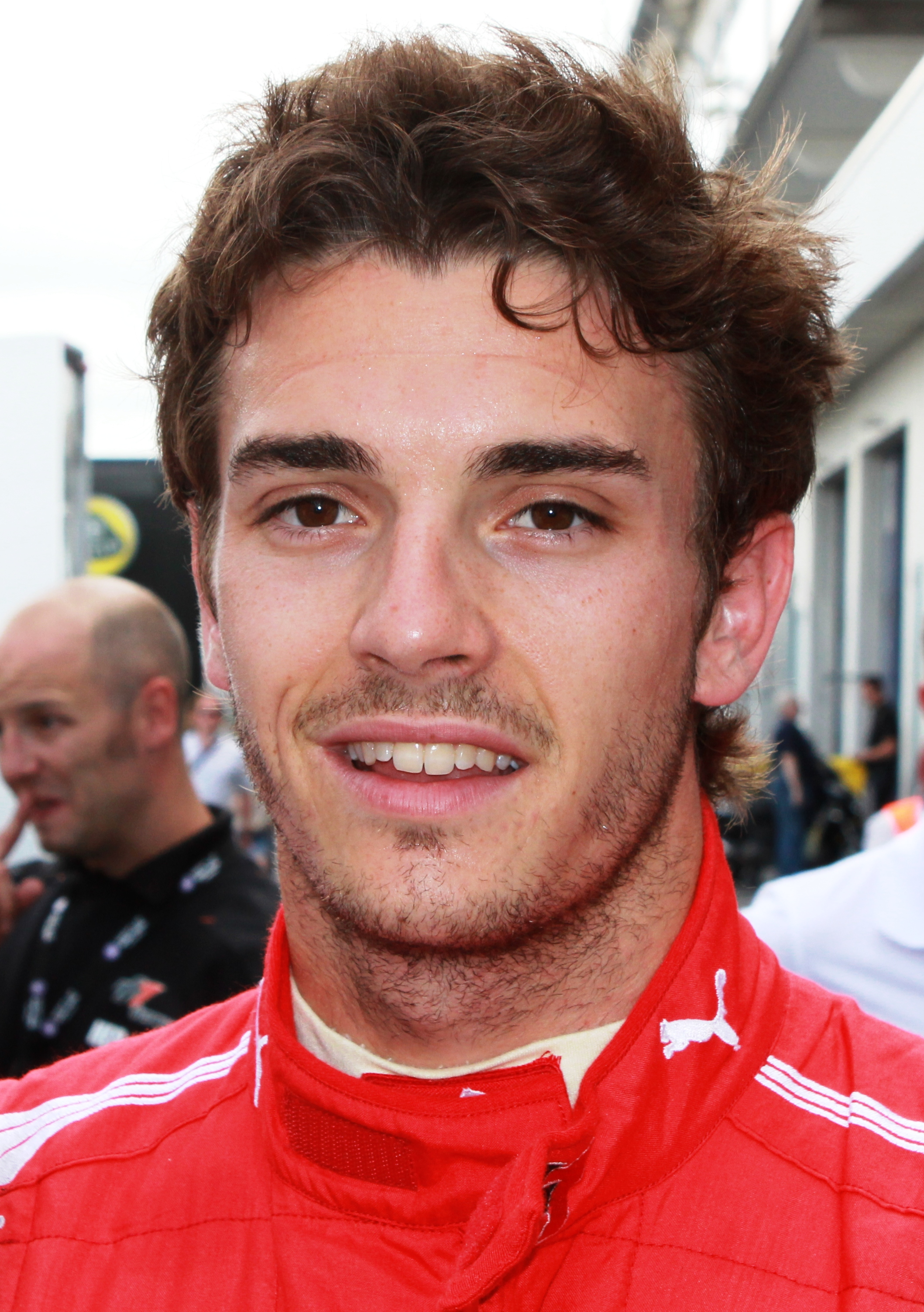
Jules Bianchi conquistò i primi punti per il team, giungendo nono nel Gran Premio di Monaco 2014. Fu successivamente vittima di un grave, nonché fatale, incidente in Giappone.

Durante la stagione precedente la Cosworth aveva annunciato il proprio ritiro dalla Formula 1, rinunciando a costruire i motori previsti dal nuovo regolamento per il 2014. La Marussia raggiunse quindi un accordo con la Ferrari per la fornitura dei nuovi motori. Furono infine confermati come piloti sia Jules Bianchi sia Max Chilton.
L'introduzione delle nuove unità propulsive turbocompresse non variò sostanzialmente la posizione nel gruppo della scuderia russa, che continuò la propria lotta nelle retrovie con la Caterham. La nuova MR03 si dimostrò più competitiva delle monoposto della scuderia rivale, avvicinando inoltre nelle prestazioni alcune vetture di centro gruppo. Nel Gran Premio di Monaco, Jules Bianchi sfruttò alcuni ritiri e contatti davanti a lui per tagliare il traguardo in nona posizione, dando alla Marussia i primi punti della sua storia.
Durante il Gran Premio del Giappone, disputato sul circuito di Suzuka, Jules Bianchi uscì di pista alla curva Dunlop e impattò contro una gru che stava rimuovendo la Sauber di Adrian Sutil, uscito nello stesso punto il giro precedente. Il pilota apparve subito in gravi condizioni e fu trasportato all'ospedale di Yokkaichi, dove fu operato per ridurre un importante ematoma al cervello. Bianchi perirà il 17 luglio 2015, presso un ospedale di Nizza.
Nel successivo Gran Premio di Russia, in segno di rispetto nei confronti del pilota francese che versava ancora in condizioni gravissime, la squadra schierò solamente la vettura di Max Chilton, rinunciando così all'impiego di Alexander Rossi. La situazione economica della scuderia, già difficile, si aggravò ulteriormente, al punto che la Marussia dovette rinunciare agli ultimi GP.

#### La crisi economica e l'uscita dal campionato
Tra le stagioni 2012 e 2013 venne discussa la possibilità che vi fosse una fusione tra la Marussia e la Caterham; le due scuderie, che non erano riuscite, nel corso della stagione 2012, a cogliere punti iridati, non trovarono un accordo.
Nel 2014, anno in cui la scuderia ottenne i primi punti iridati, la situazione economica, già difficile, si aggravò ulteriormente (anche per colpa dell'incidente mortale di Jules Bianchi, pilota Marussia, al Gran Premio del Giappone), al punto che la Marussia, così come la rivale Caterham, dovette rinunciare alla trasferta negli Stati Uniti d'America.
Dal 27 ottobre 2014 la scuderia fu posta in amministrazione controllata. Il 7 novembre 2014, alla vigilia delle qualifiche del Gran Premio del Brasile, la Marussia annunciò il ritiro dal campionato.

#### La ripresa
La scuderia però non aveva escluso la possibilità di partecipare alla stagione 2015.
Nonostante ciò, le proprietà della scuderia vennero messe all'asta. Il 19 febbraio la società di revisione che detiene i beni della scuderia affermò che era stato raggiunto un accordo coi creditori dell'azienda, che consentiva a che il controllo della stessa tornasse nelle mani degli amministratori originari. Il 27 febbraio la Marussia, con il nuovo appellativo di Manor Marussia, viene inserita nella lista ufficiale delle scuderie ammesse al campionato 2015. Nella prima prova stagionale, il Gran Premio d'Australia, la Marussia, dopo aver saltato per problemi tecnici tutte e tre le sessioni delle prove libere, non prende parte nemmeno alle qualifiche. La FIA ha comunque deciso di non sanzionare la scuderia, riconoscendo alla stessa la presenza sul tracciato e l'approntamento di quanto necessario per competere.
Nel giugno 2015 Booth annuncia l'arrivo in scuderia di Bob Bell, ex direttore tecnico alla Renault e alla Mercedes, di Luca Furbatto, ex capo progettista alla Scuderia Toro Rosso, e di Gianluca Pisanello, che diventa responsabile degli ingegneri. Il team pianifica anche il rafforzamento della collaborazione con la Scuderia Ferrari e la McLaren.
Dal settembre dello stesso anno la scuderia si trasferisce nella nuova sede di Banbury, località presso la quale il team aveva la sua factory, prima del sopraggiungere dei problemi finanziari.

#### Stagione 2015

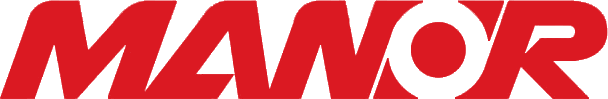
Il logo utilizzato nella stagione 2015

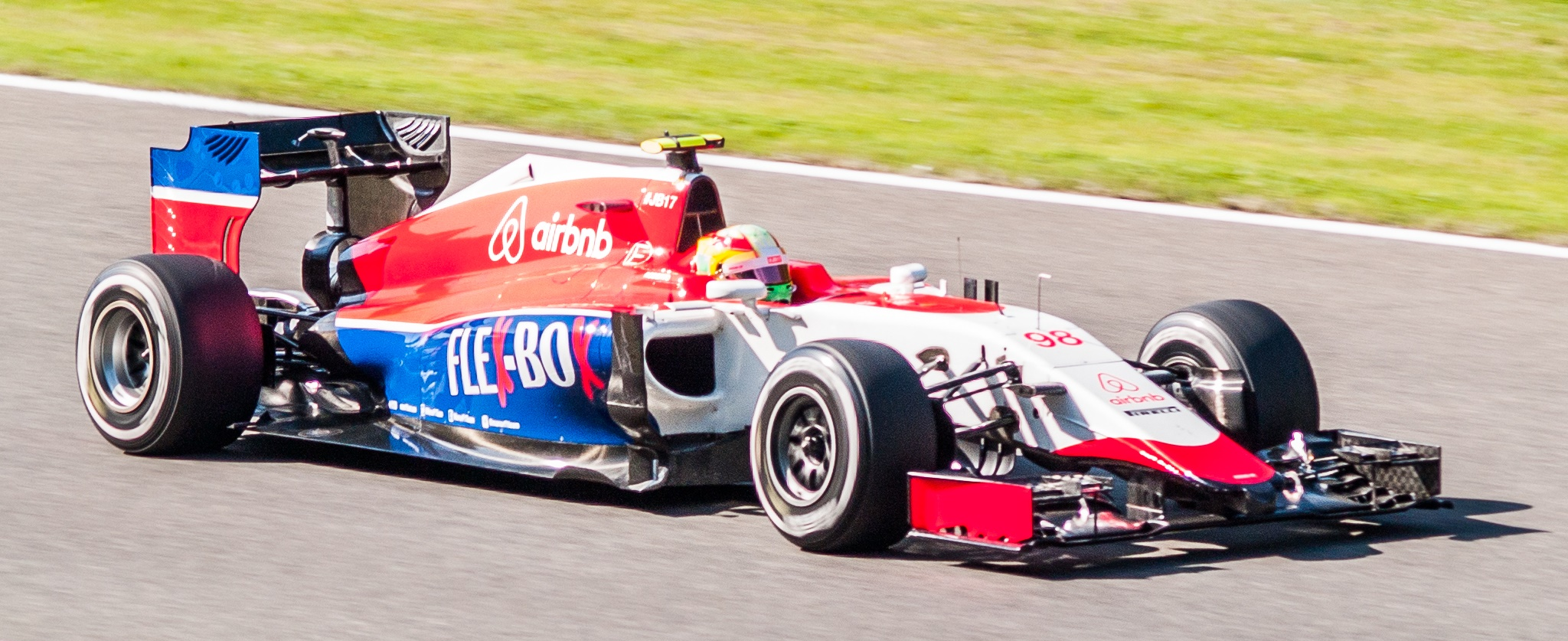
Roberto Merhi alla guida della Marussia nel 2015

La scuderia ha iscritto al campionato, quale pilota titolare, Will Stevens: il britannico, già tester del team, ha esordito in F1 nel Gran Premio di Abu Dhabi 2014 con la Caterham. Accanto a lui correrà lo spagnolo Roberto Merhi, all'esordio in F1, ma già terzo pilota in Caterham. La Manor Marussia utilizza una versione aggiornata della vettura impiegata nel 2014. La scuderia aveva programmato di introdurre la nuova vettura nel corso della stagione, dopo la pausa estiva, ma l'ipotesi è stata successivamente abbandonata.
Per la prima gara, in Australia, il team britannico si è trovato impossibilitato a partecipare per problemi tecnici legati ai software utilizzati dalla scuderia. La FIA ha comunque deciso di non sanzionare la scuderia, riconoscendo alla stessa la presenza sul tracciato e l'approntamento di quanto necessario per competere.
In Malesia la Manor Marussia riesce a mandare in pista le monoposto di Stevens e Merhi. Il pilota britannico non prende però parte né alle qualifiche né alla gara per un problema tecnico, mentre lo spagnolo, ammesso alla partenza nonostante fosse rimasto fuori dal 107%, riesce a tagliare il traguardo, seppure in ultima posizione. Dal Gran Premio del Canada Fabio Leimer, pilota svizzero, vincitore della GP2 Series 2013, è indicato quale terzo pilota e collaudatore.
Prima dell'appuntamento di Singapore il pilota statunitense Alexander Rossi diventa pilota titolare per la scuderia; guiderà per 5 delle 7 gare rimanenti del campionato, al posto di Roberto Merhi, che verrà impiegato nelle restanti due gare (in Russia e Abu Dhabi, appuntamenti in cui Rossi proseguirà il suo impegno in GP2). Rossi eguaglia il miglior risultato stagionale per il team ad Austin, dove chiude dodicesimo. Durante questo GP Rossi sfiora una storica qualificazione a punti, sarebbe stata la seconda dopo quella di Jules Bianchi nel Gran Premio di Monaco 2014. Rossi infatti, sfruttando i molti ritiri e la pioggia si trovava in decima posizione a poche tornate dal termine, salvo poi venire sorpassato da due vetture nelle battute finali del GP. Rossi ottenne comunque lo stesso risultato fatto segnare da Merhi a Silverstone.

### Manor
Il 1º ottobre 2015 la scuderia britannica ufficializza l'accordo con la Mercedes: dal 2016 la casa tedesca diventa la fornitrice delle power unit, oltre a iniziare una collaborazione più stretta con la Manor per l'approntamento della monoposto. L'accordo stabilisce inoltre che Manor avrà a disposizione la trasmissione, e parte delle sospensioni, della Williams, anch'essa già supportata dai motori della Mercedes, così come utilizzerà il carburante della Petronas, già in uso da parte di Mercedes e Williams. Successivamente viene annunciato l'abbandono della scuderia, da parte dei suoi più importanti amministratori, John Booth e Graeme Lowdon. L'ex direttore sportivo della McLaren, il neozelandese Dave Ryan, assume la carica di direttore di corsa, nella scuderia.
Per la stagione 2016 la scuderia modifica nuovamente il proprio logo e, soprattutto, il proprio nome, presentandosi come Manor Racing. Dall'agosto 2016 Thomas Mayer, ex ingegnere della Lotus F1 Team, diventa il nuovo amministratore delegato della scuderia.

#### Stagione 2016

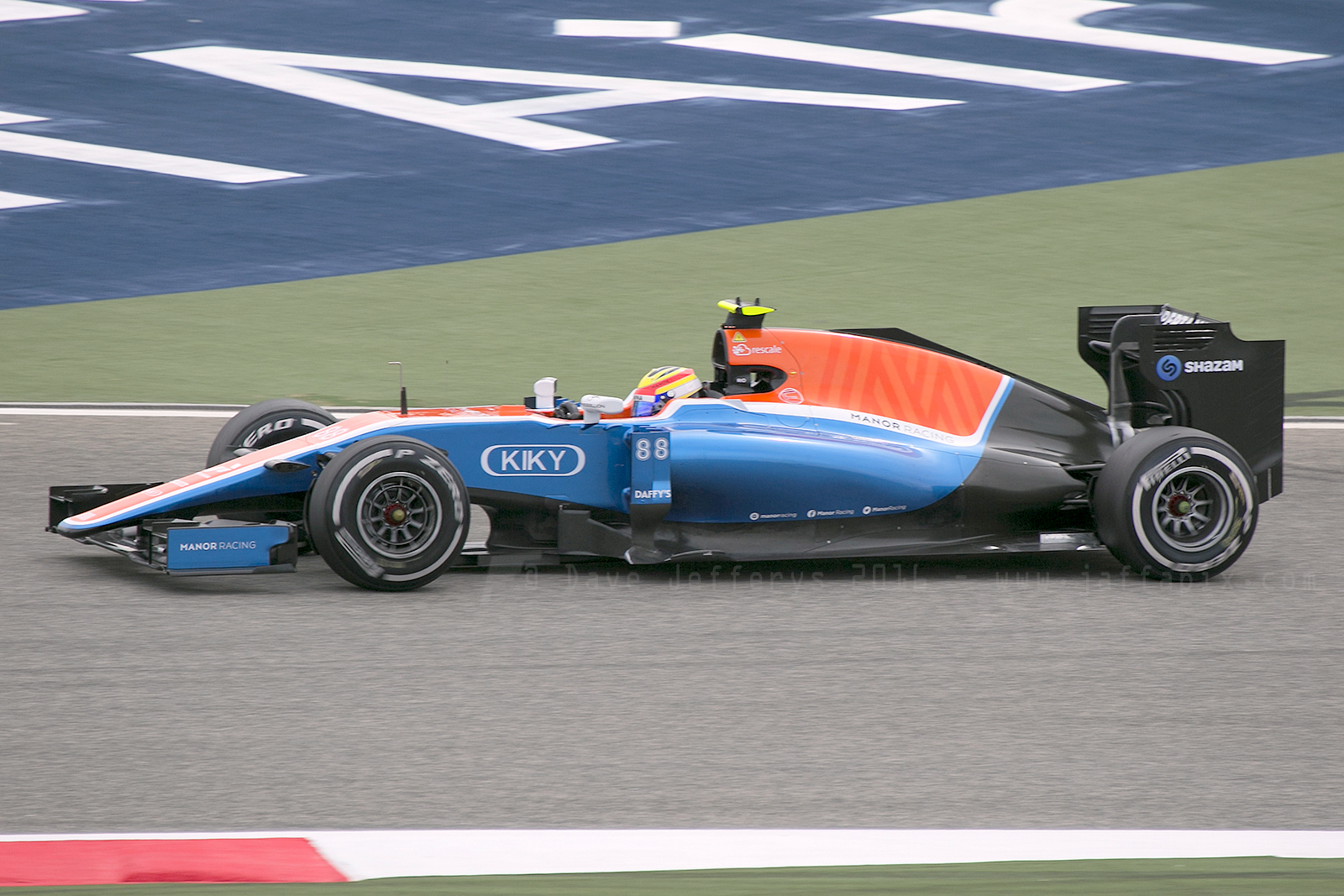
Rio Haryanto con la Manor MRT05 al Gran Premio del Bahrein 2016.

Il 10 febbraio viene ufficializzato l'ingaggio del pilota tedesco Pascal Wehrlein. Il numero scelto dal tedesco è il 94, utilizzato anche nel DTM. Il tedesco ha svolto nel 2015 anche il ruolo di pilota di riserva alla Mercedes, ruolo che mantiene anche nel 2016. Il 18 febbraio anche l'altro pilota titolare, Rio Haryanto, viene ufficializzato. L'indonesiano, impegnato nel 2015 in GP2, dopo mesi di trattative, è riuscito a trovare i finanziamenti necessari. Haryanto è il primo pilota indonesiano a correre nel mondiale di F1.
Pascal Wehrlein, nelle qualifiche del Gran Premio d'Austria, supera la Q1 e chiude la Q2 con il dodicesimo posto in griglia. In gara, nonostante una collisione con Kevin Magnussen, ottiene il suo primo punto nel mondiale, con un decimo posto. Per la scuderia britannica si tratta di un ritorno a punti dopo due anni, vale a dire dal Gran Premio di Monaco 2014. La stagione, tutto sommato discreta, si chiude però con la beffa patita nel penultimo appuntamento in Brasile, dove la Sauber col nono posto di Felipe Nasr conquista quei 2 punti necessari a scavalcare la Manor nei costruttori, relegandola così all'undicesimo e ultimo posto con un punto.
Dal Gran Premio del Belgio, Esteban Ocon, pilota francese, collaudatore della Renault, ma legato alla Mercedes, sostituisce, quale titolare, Haryanto. Haryanto è confermato quale pilota di riserva.

### La chiusura
Nel gennaio 2017 la Just Racing Services Ltd, società che gestisce tutta la struttura della scuderia, viene posta in amministrazione controllata. Tale decisione, dovuta all'assenza di liquidità della società, pone a rischio la prosecuzione dell'attività sportiva. Stephen Fitzpatrick, proprietario del team, aveva assicurato che la perdita del decimo posto nella classifica costruttori non avrebbe inciso sulla sopravvivenza del team. Nel dicembre 2016 non si era concretizzata la possibilità di cedere il team a Ron Dennis, ex patron della McLaren, supportato da una cordata asiatica. Il 27 gennaio 2017 la scuderia dichiara la cessazione dell'attività, in assenza di nuovi compratori. Il 2 marzo la FIA conferma la perdita definitiva della licenza per correre in F1. L'asta del materiale rimasto alla scuderia si concluderà il 30 maggio 2017.
Il patron del Gran Premio degli Stati Uniti d'America, Tavo Hellmund ha svelato che un suo tentativo per l'acquisto del team non era andato a buon fine, anche a seguito della perdita del decimo posto nella classifica dei costruttori per il 2016.

## Piloti

### Virgin
- Timo Glock (2010-2011): 36 GP (+ 19 con Marussia)
- Jérôme d'Ambrosio (2011): 19 GP
- Lucas Di Grassi (2010): 18 GP

### Marussia
- Max Chilton (2013-2014): 35 GP
- Jules Bianchi (2013-2014): 34 GP
- Charles Pic (2012): 20 GP
- Timo Glock (2012): 19 GP (+ 36 con Virgin)
- Will Stevens (2015): 17 GP
- Roberto Merhi (2015): 13 GP
- Alexander Rossi (2015): 5 GP

### Manor
- Pascal Wehrlein (2016): 21 GP
- Rio Haryanto (2016): 12 GP
- Esteban Ocon (2016): 9 GP

## Risultati in F1

### Virgin
| Anno | Vettura | Motore          | Gomme | Piloti    |     |     |     |     |    |     |    |     |    |     |     |    |    |    |     |    |     |    |     |  |  | Punti | Pos. |
| ---- | ------- | --------------- | ----- | --------- | --- | --- | --- | --- | -- | --- | -- | --- | -- | --- | --- | -- | -- | -- | --- | -- | --- | -- | --- |  |  | ----- | ---- |
| 2010 | VR-01   | Cosworth CA2010 | B     | Glock     | Rit | Rit | Rit | NP  | 18 | Rit | 18 | Rit | 19 | 18  | 18  | 16 | 18 | 17 | Rit | 14 | Rit | 20 | Rit |  |  | 0     | 12º  |
| 2010 | VR-01   | Cosworth CA2010 | B     | Di Grassi | Rit | Rit | 14  | Rit | 19 | Rit | 19 | 19  | 17 | Rit | Rit | 18 | 17 | 20 | 15  | NP | Rit | NC | 18  |  |  | 0     | 12º  |

| Anno | Vettura | Motore          | Gomme | Piloti     |    |     |    |    |    |     |    |    |    |    |    |    |     |     |    |    |     |     |     |  |  | Punti | Pos. |
| ---- | ------- | --------------- | ----- | ---------- | -- | --- | -- | -- | -- | --- | -- | -- | -- | -- | -- | -- | --- | --- | -- | -- | --- | --- | --- |  |  | ----- | ---- |
| 2011 | MVR-02  | Cosworth CA2011 | P     | Glock      | NC | 16  | 21 | NP | 19 | Rit | 15 | 21 | 16 | 17 | 17 | 18 | 15  | Rit | 20 | 18 | Rit | 19  | Rit |  |  | 0     | 12º  |
| 2011 | MVR-02  | Cosworth CA2011 | P     | D'Ambrosio | 14 | Rit | 20 | 20 | 20 | 15  | 14 | 22 | 17 | 18 | 19 | 17 | Rit | 18  | 21 | 20 | 16  | Rit | 19  |  |  | 0     | 12º  |

### Marussia
| Anno | Vettura | Motore          | Gomme | Piloti |    |    |    |     |     |     |     |    |    |    |    |    |    |    |     |    |    |     |    |    |  | Punti | Pos. |
| ---- | ------- | --------------- | ----- | ------ | -- | -- | -- | --- | --- | --- | --- | -- | -- | -- | -- | -- | -- | -- | --- | -- | -- | --- | -- | -- |  | ----- | ---- |
| 2012 | MR01    | Cosworth CA2011 | P     | Glock  | 14 | 17 | 19 | 19  | 18  | 14  | Rit | NP | 18 | 22 | 21 | 15 | 17 | 12 | 16  | 18 | 20 | 14  | 19 | 16 |  | 0     | 11º  |
| 2012 | MR01    | Cosworth CA2011 | P     | Pic    | 15 | 20 | 20 | Rit | Rit | Rit | 20  | 15 | 19 | 20 | 20 | 16 | 16 | 16 | Rit | 19 | 19 | Rit | 20 | 12 |  | 0     | 11º  |

| Anno | Vettura | Motore           | Gomme | Piloti  |    |    |    |    |    |     |    |    |     |    |    |    |    |    |     |    |    |    |    |  |  | Punti | Pos. |
| ---- | ------- | ---------------- | ----- | ------- | -- | -- | -- | -- | -- | --- | -- | -- | --- | -- | -- | -- | -- | -- | --- | -- | -- | -- | -- |  |  | ----- | ---- |
| 2013 | MR02    | Cosworth CA2013K | P     | Bianchi | 15 | 13 | 15 | 19 | 18 | Rit | 17 | 16 | Rit | 16 | 18 | 19 | 18 | 16 | Rit | 18 | 20 | 18 | 17 |  |  | 0     | 10º  |
| 2013 | MR02    | Cosworth CA2013K | P     | Chilton | 17 | 16 | 17 | 20 | 19 | 14  | 19 | 17 | 19  | 17 | 19 | 20 | 17 | 17 | 19  | 17 | 21 | 21 | 19 |  |  | 0     | 10º  |

| Anno | Vettura | Motore        | Gomme | Piloti  |    |     |    |    |    |    |     |    |    |    |    |    |     |    |    |     |  |  |  |  |  | Punti | Pos. |
| ---- | ------- | ------------- | ----- | ------- | -- | --- | -- | -- | -- | -- | --- | -- | -- | -- | -- | -- | --- | -- | -- | --- |  |  |  |  |  | ----- | ---- |
| 2014 | MR03    | Ferrari 059/3 | P     | Bianchi | NC | Rit | 16 | 17 | 18 | 9  | Rit | 15 | 14 | 15 | 15 | 18 | 18  | 16 | 20 |     |  |  |  |  |  | 2     | 9º   |
| 2014 | MR03    | Ferrari 059/3 | P     | Chilton | 13 | 15  | 13 | 19 | 19 | 14 | Rit | 17 | 16 | 17 | 16 | 16 | Rit | 17 | 18 | Rit |  |  |  |  |  | 2     | 9º   |
| 2014 | MR03    | Ferrari 059/3 | P     | Rossi   |    |     |    |    |    |    |     |    |    |    |    |    |     |    |    | WD  |  |  |  |  |  | 2     | 9º   |

| Anno | Vettura | Motore        | Gomme | Piloti  |     |    |    |    |    |    |     |     |    |     |    |    |    |    |    |     |    |    |    |  |  | Punti | Pos. |
| ---- | ------- | ------------- | ----- | ------- | --- | -- | -- | -- | -- | -- | --- | --- | -- | --- | -- | -- | -- | -- | -- | --- | -- | -- | -- |  |  | ----- | ---- |
| 2015 | MR03B   | Ferrari 059/3 | P     | Stevens | NPR | NP | 15 | 16 | 17 | 17 | 17  | Rit | 13 | Rit | 16 | 15 | 15 | 19 | 14 | Rit | 16 | 17 | 18 |  |  | 0     | 10º  |
| 2015 | MR03B   | Ferrari 059/3 | P     | Merhi   | NPR | 15 | 16 | 17 | 18 | 16 | Rit | 14  | 12 | 15  | 15 | 16 |    |    | 13 |     |    |    | 19 |  |  | 0     | 10º  |
| 2015 | MR03B   | Ferrari 059/3 | P     | Rossi   |     |    |    |    |    |    |     |     |    |     |    |    | 14 | 18 |    | 12  | 15 | 18 |    |  |  | 0     | 10º  |

### Manor
| Anno | Vettura | Motore                 | Gomme | Piloti   |     |    |    |     |    |    |    |     |    |     |    |    |     |     |    |    |    |    |     |    |    | Punti | Pos. |
| ---- | ------- | ---------------------- | ----- | -------- | --- | -- | -- | --- | -- | -- | -- | --- | -- | --- | -- | -- | --- | --- | -- | -- | -- | -- | --- | -- | -- | ----- | ---- |
| 2016 | MRT05   | Mercedes PU106C Hybrid | P     | Wehrlein | 16  | 13 | 18 | 18  | 16 | 14 | 17 | Rit | 10 | Rit | 19 | 17 | Rit | Rit | 16 | 15 | 22 | 17 | Rit | 15 | 14 | 1     | 11º  |
| 2016 | MRT05   | Mercedes PU106C Hybrid | P     | Haryanto | Rit | 17 | 21 | Rit | 17 | 15 | 19 | 18  | 16 | Rit | 21 | 20 |     |     |    |    |    |    |     |    |    | 1     | 11º  |
| 2016 | MRT05   | Mercedes PU106C Hybrid | P     | Ocon     |     |    |    |     |    |    |    |     |    |     |    |    | 16  | 18  | 18 | 16 | 21 | 18 | 21  | 12 | 13 | 1     | 11º  |

| Legenda | 1º posto     | 2º posto | 3º posto    | A punti         | Senza punti/Non class.  | Grassetto – Pole position Corsivo – Giro più veloce |
| Legenda | Squalificato | Ritirato | Non partito | Non qualificato | Solo prove/Terzo pilota | Grassetto – Pole position Corsivo – Giro più veloce |